# مغز کرمو
مغز کرمو (انگلیسی: Maggot Brain) سومین آلبوم استودیویی گروه موسیقی آمریکایی فانک راک فانکدلیک است که ژوئیه ۱۹۷۱ توسط شرکت وست‌باوند رکوردز منتشر شد. تهیه‌کنندگی آلبوم را رهبر گروه، جورج کلینتون بر عهده داشت.
این آلبوم آخرین اثر LP بود که با ترکیب اولیهٔ گروه ضبط شد؛ پس از انتشار آن، سه عضو بنیان‌گذار یعنی تاول راس (گیتار)، بیلی نلسون (گیتار باس)، و تیکی فول‌وود (درامز) به دلایل مختلف گروه را ترک کردند.
آلبوم Maggot Brain در فهرست ۲۰ آلبوم برتر سبک آراندبی مجله بیلبورد جای گرفت. قطعهٔ اصلی آلبوم یک اثر بی‌کلام ده‌دقیقه‌ای است که تقریباً به‌طور کامل بداهه‌نوازی گیتار سولوی ادی هیزل است.
سال ۲۰۰۹، وب‌سایت پیچفورک این آلبوم را در رتبهٔ هفدهم برترین آلبوم‌های دهه ۱۹۷۰ جای داد. همچنین در سال ۲۰۲۰، مجلهٔ رولینگ استون آن را در رتبهٔ ۱۳۶ فهرست برترین آلبوم‌های تمام دوران‌ها (نسخهٔ به‌روزشده) جای داد.